# العلاقات الآيسلندية الليبية
العلاقات الآيسلندية الليبية هي العلاقات الثنائية التي تجمع بين آيسلندا وليبيا.

## مقارنة بين البلدين
هذه مقارنة عامة ومرجعية للدولتين:
| وجه المقارنة                                              | آيسلندا          | ليبيا                                       |
| --------------------------------------------------------- | ---------------- | ------------------------------------------- |
| المساحة (كم2)                                             | 103.00 ألف       | 1.76 مليون                                  |
| عدد السكان (نسمة)                                         | 317.35 ألف       | 6.37 مليون                                  |
| الكثافة السكانية (ن./كم²)                                 | 3.08             | 3.62                                        |
| العاصمة                                                   | ريكيافيك         | طرابلس                                      |
| اللغة الرسمية                                             | اللغة الآيسلندية | اللغة العربية، اللغة العربية الفصحى الحديثة |
| العملة                                                    | كرونة آيسلندية   | دينار ليبي                                  |
| الناتج المحلي الإجمالي (بليون دولار)                      | 23.91 مليار      | 50.98 مليار                                 |
| الناتج المحلي الإجمالي (تعادل القوة الشرائية) بليون دولار | 15.79 مليار      | 69.32 مليار                                 |
| الناتج المحلي الإجمالي الاسمي للفرد دولار أمريكي          | 50.17 ألف        |                                             |
| الناتج المحلي الإجمالي للفرد دولار أمريكي                 | 46.55 ألف        | 15.60 ألف                                   |
| مؤشر التنمية البشرية                                      | 0.899            | 0.724                                       |
| رمز المكالمات الدولي                                      | +354             | +218                                        |
| رمز الإنترنت                                              | .is              | .ly                                         |
| المنطقة الزمنية                                           | 00، أوروبا/لندن ‏ | ت ع م+02:00، توقيت شرق أوروبا               |

## منظمات دولية مشتركة
يشترك البلدان في عضوية مجموعة من المنظمات الدولية، منها:
| علم المنظمة | اسم المنظمة                        | تاريخ انضمام آيسلندا | تاريخ انضمام ليبيا |
| ----------- | ---------------------------------- | -------------------- | ------------------ |
|             | مؤسسة التنمية الدولية              | 19 مايو 1961         | 1 أغسطس 1961       |
|             | يونسكو                             | 8 يونيو 1964         | 27 يونيو 1953      |
|             | وكالة ضمان الاستثمار متعدد الأطراف | 25 سبتمبر 1998       | 5 أبريل 1993       |
|             | الأمم المتحدة                      | 19 نوفمبر 1946       | 14 ديسمبر 1955     |
|             | الاتحاد البريدي العالمي            | ?                    | ?                  |
|             | البنك الدولي للإنشاء والتعمير      | 27 ديسمبر 1945       | 17 سبتمبر 1958     |
|             | الاتحاد الدولي للاتصالات           | 1 أكتوبر 1906        | 3 فبراير 1953      |
|             | منظمة حظر الأسلحة الكيميائية       | ?                    | ?                  |
|             | مؤسسة التمويل الدولية              | 20 يوليو 1956        | 18 سبتمبر 1958     |
|             | منظمة الشرطة الجنائية الدولية      | ?                    | ?                  |

## وصلات خارجية
- موقع وزارة الخارجية الآيسلندية
- موقع وزارة الخارجية الليبية